# Ignacio Milam Tang
Ignacio Milam  Tang (Evinayong, 20 giugno 1940) è un politico equatoguineano.
È stato primo ministro della Guinea Equatoriale dal luglio 2008 al maggio 2012.
Dal maggio 2012 al giugno 2016 è stato Vicepresidente del Paese, sotto la presidenza di Teodoro Obiang Nguema Mbasogo, con Teodoro Nguema Obiang Mangue (figlio del Presidente) come Secondo Vicepresidente.